# Oxalis obtusa
Oxalis obtusa là một loài thực vật có hoa trong họ Chua me đất. Loài này được Jacq. mô tả khoa học đầu tiên.

## Hình ảnh

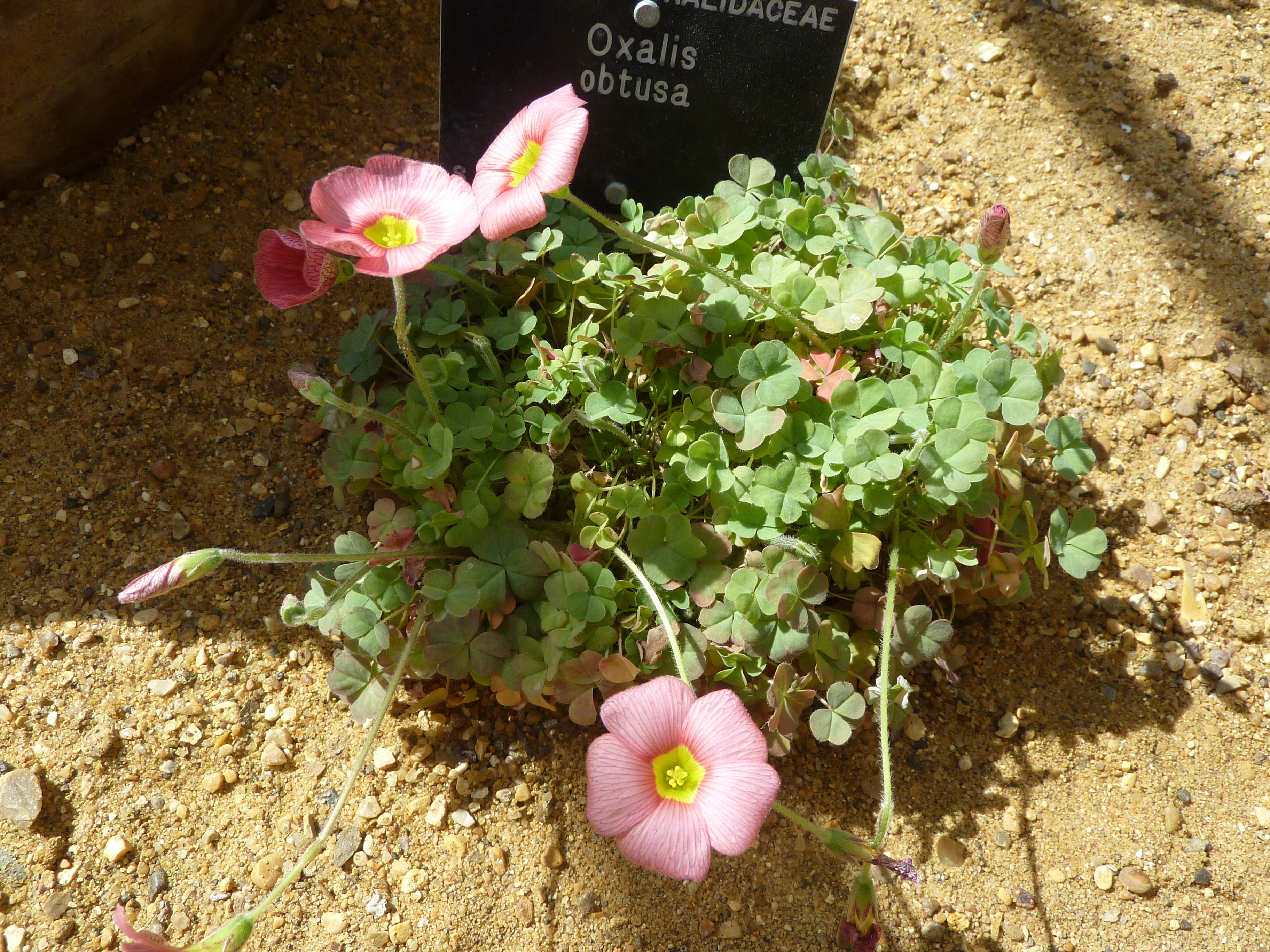